# ۳۰ بهمن
سیصد و سی و ششمین روز سال در گاه‌شماری خورشیدی است. به پایان سال ۲۹ روز (۳۰ روز در سال کبیسه) باقی‌است.

## رویدادها
- ۱۳۸۱ - سانحه سقوط هواپیمای ایلیوشین ایل-۷۶ سپاه
- ۱۳۹۸ - دنیاگیری رسمی کووید-۱۹ در ایران

## مناسبت‌ها
- جشن چیلله قوودو در منطقه آذربایجان ایران

## زادروزها
- ۱۲۹۷ - لطف‌الله صافی گلپایگانی، مرجع تقلید
- ۱۳۲۸ - محمد شیری، بازیگر
- ۱۳۶۶ - ساعد سهیلی، بازیگر
- ۱۳۶۷  - مهرداد صدیقیان، بازیگر

## درگذشتگان
- ۷۸۳ - تیمور گورکانی، نخستین شاه سلسله تیموریان
- ۱۳۸۷ - مهری مهرنیا، بازیگر